# تايلورسفيل (جورجيا)
تايلورسفيل (بالإنجليزية: Taylorsville, Georgia)‏ هي بلدة تقع في مقاطعة بارتو، جورجيا, مقاطعة بولك، جورجيا بولاية جورجيا في الولايات المتحدة. تبلغ مساحتها 3.9 (كم²)، وترتفع عن سطح البحر 223 م، بلغ عدد سكانها 3796 نسمة في عام 2010 حسب إحصاء مكتب تعداد الولايات المتحدة وتصل الكثافة السكانية فيها 58.7 نسمة/كم2.

## أعلام
- ويلارد نيكسون

## وصلات خارجية
- The US50 - Cities and Towns in Georgia State
- Georgia Cities and Towns, Facts, Map, Flag, Colleges, Government, and More